# Maria Porten
Maria Porten (* 8. Juni 1939 in Neuss) ist eine Schweizer Komponistin und Buchautorin.

## Leben
Maria Porten wurde 1939 mitten in den Kriegswirren im heute nordrhein-westfälischen Neuss geboren. Sie studierte zunächst Schulmusik, Germanistik und Philosophie in Köln und darauf Musikwissenschaft bei Kurt von Fischer an der Universität Zürich, wo sie 1972 mit der Dissertation Zum Problem der «Form» bei Debussy promoviert wurde.
Sie erhielt Lehraufträge an verschiedenen Schulen in Deutschland, USA, Zürich; 1973–1999 unterrichtete sie an der Kantonalen Maturitätsschule für Erwachsene KME in Zürich, wo sie mit Musiktheaterprojekten zu Werken von Francesca Caccini oder Kurt Weill künstlerische Akzente setzte. Zudem ist es Porten zu verdanken, dass John Cage anlässlich seines Schweizbesuchs 1990 auch in der KME Halt machte.
Ab 1995 schuf sie eigene Kompositionen (privates Studium bei Daniel Mouthon und Werner Bärtschi). In ihren Konzertprojekten engagiert sich Maria Porten ausgesprochen für aktuelle Problematiken: z. B. in Im Zeichen der Schildkröte, 2003, gegen den Irak-Krieg; in Advent der Tiere, 2004, gegen Massentierhaltungen; in 11. Juli 1995 protestierte sie gegen die ethnischen Säuberungen in Srebrenica; das Projekt Ferne Schritte. Nähe suchte und fand eine Begegnung mit fremden Kulturen, in diesem Fall mit Japan. 2006 wurde Porten mit dem Preis der Vontobel-Stiftung ausgezeichnet. 2008 erschien bei VDE-Gallo die Porträt-CD Es war einst ein Paradies.
Maria Portens Musik wird und wurde von zahlreichen renommierten Interpreten inszeniert und gespielt, unter ihnen Pablo Maritano, Gian Manuel Rau und Wolfgang Beuschel (alle Regie), die Dirigenten Jürg Henneberger und Paul W. Taylor, die Sänger Eva Nievergelt, Javier Hagen, Roland Hermann, Ruben Drole und Michael Mrosek, das Ensemble UMS ’n JIP, die Pianisten Barb Wagner, Walter Prossnitz und Anne Le Bozec, ferner das Carmina Quartett, das Amneris Quartett, das European String Quartet, das Garcia Abril Quartett, die Cellisten Thomas Grossenbacher und Moritz Müllenbach sowie das Vokalensemble Larynx.
Ihre Werke wurden mehrfach vom Schweizer Rundfunk aufgezeichnet und in der Schweiz (Tonhalle Zürich, Theater Rigiblick, Theaterhaus Gessnerallee, Tonhalle St. Gallen, Forum Wallis), in Deutschland (Düsseldorf Festival, Schloss Solitude, Weimarer Frühjahrstage für zeitgenössische Musik), in Frankreich (Avignon Festival), Spanien (Festival ME_MMIX Palma, Festival Projecte Rafel Valencia), Japan (Kunitachi Tokyo), Lettland (Festival deciBels, Latvian New Music Days), Argentinien (CePiA Córdoba, CETC Teatro Colón Buenos Aires, Regie: Pablo Maritano), China (Shanghai New Music Week), Mexiko (Palacio de Bellas Artes, MUAC, Foro Internacional de Musica Nueva Manuel Enriquez FIMNME) und Ägypten (Cairo Contemporary Music Days) aufgeführt.

## Statements zum Werk
«Respekt spricht aus jeder Note der Komponistin Maria Porten: vor der Schöpfung, vor dem Anderen, vor der Musikgeschichte. Hier wird aus einem Bedürfnis heraus komponiert, angesichts der grossen Probleme unserer Welt mit engagierter Haltung Stellung zu beziehen. Eine soeben erschienene Porträt-CD versammelt neun Vokalwerke, welche den individuellen Ansatz der Komponistin zeigen. Ihre Musik hat einen eigenen Tonfall, sie ist direkt und zugänglich, aber nie auf anbiedernde Weise. Maria Porten hat ein Gespür für Dramatik; Werke wie die ‹Tierlieder› (Brecht) oder ‹Lebelight› (Ivar Breitenmoser) haben gar etwas Opernhaftes. Ihre Musik berührt unmittelbar – etwa im ‹Lamento›, in der ‹Zigeunerin› oder dem ‹Weltscherzo›. Und das auch dank eindringlichen Interpretationen.»
– Alfred Zimmerlin, aus der Besprechung der CD Es war einst ein Paradies in der Neuen Zürcher Zeitung (NZZ) vom 11. Dezember 2008.
«Es war für mich ein erst- oder einmaliges Erlebnis, Musik zu hören, die exakt meiner Vorstellung von dem Menschen entspricht, der sie komponiert hat. Ich will jetzt kein Psychogramm abgeben, einfach feststellen, was ich gehört habe: Texte, die zu der Musik gebracht sind, die sie in sich tragen. Tief sitzenden Ernst habe ich gehört, aber keinen Weltschmerz und keine musikalischen Weltverbesserungsvorschläge. Ich habe Humor, gelegentlich eine Spur Ironie gehört. Und Lebensfreude ‹trotz allem›. Ich habe musikalische Ausdrucksmöglichkeiten kennen gelernt. Und gehört, dass sie nicht Selbstzweck sind oder dazu dienen, dem Publikum zu zeigen, zu welcher formalen Meisterschaft der Komponist fähig ist. Keine Eitelkeit. Überzeugend.»
– Kaspar Schnetzler, Autor
«Auch dies neue Werk fällt auf durch künstlerische Stringenz und unverkennbare Eigenart. Es ist wunderbar gelungen, die musikalischen Mittel ungezwungen und im Effekt leicht wirkend, jedoch unbestechlich zweckmässig – deshalb trendfrei – präzise, gelegentlich mit durchschimmerndem Humor und offensichtlich lustvoll einzusetzen. Begeistert bin ich von der Vielfalt und der Differenziertheit der musikalisch zum Ausdruck gebrachten Gefühlswelten.»
– Walter Studer, Autor
Your wonderful work hast left great impression on me and raised deep emotions. The sad emotions that the tragedy of Srebrenica provokes with anyone. At the same time, emotions of pleasure that you, Mrs. Porten together with Mr. Trakic, have made Srebrenica lasting through your powerful oratorium as a piece of art rhat will remain beyond us. Thank you for your great contribution to the efforts of our generation to always remember Srebrenica genocide in oder to prevent such a tragedy ever happens again.
– Jasmina Pasalic, Botschafterin von Bosnien und Herzegowina, Bern, 15. Juli 2005, Dankesworte anlässlich der Aufführung von „11. Juli 1995“ an der Gedenkfeier zum Massaker von Srebrenica, 11. Juli 2005 in Zürich.

## Kompositionen (Auswahl)
- lebelight (2001/2)
- Räume (2002)
- 11. Juli 1995. Srebrenica (2003, aufgeführt an der offiziellen Gedenkfeier zum Massaker von Srebrenica in der Schweiz in der Semper-Aula der ETH Zürich, 11. Juli 2005)
- Tierlieder (2004)
- Lamento (2007)
- Von Liebe und Tod – 4 x 100 Takte Shakespeare (2007)
- Frauen-Zauber-Frauen (2010, Auftragswerk der Konzertreihe «Rezital Zürich»)
- Sargnääl möt Köpp (2011)
- Sang et lueurs (2011)
- Es fröstelte das Land (2014, Auftragswerk des Musikpodiums der Stadt Zürich)
- Kurzer Traum (2016)[6]

## Bücher
- Zum Problem der "Form" bei Debussy. Untersuchungen am Beispiel der Klavierwerke (= Schriften zur Musik. Band 28) München 1974.
- mit Alfred Frei: Gesammelte Leidenschaft – auf den Spuren von Alois Bommer. Verlag Th. Gut, Stäfa 2003, ISBN 3-85717151-0.
- mit Eriko Tomiku: Dakinis Traum und andere Erzählungen. Verlag Fischer, R. G., 2006, ISBN 3-83010914-8.